# Perruche d'Ouvéa
Eunymphicus uvaeensis
Espèce
Synonymes
- Eunymphicus cornutus uvaeensis (E. L. Layard & E. L. C. Layard, 1882)[1]
- Nymphicus uvaeensis(E. L. Layard & E. L. C. Layard, 1882)[2]

Statut de conservation UICN

 VU  : Vulnérable
Statut CITES
La Perruche d'Ouvéa (Eunymphicus uvaeensis) est une espèce d'oiseaux de la famille des Psittaculidae.

## Systématique
L'espèce Eunymphicus uvaeensis a été initialement décrite en 1882 par l'ornithologue britannique Edgar Leopold Layard (1824-1900) et son fils Edgar Leopold Calthorp Layard (d) (1848-1921) sous le protonyme de Nymphicus uvaeensis.
L'espèce Eunymphicus uvaeensis actuelle résulte de l'éclatement de l'ancienne espèce qui comptait deux sous-espèces en deux espèces différentes, la deuxième étant la Perruche cornue Eunymphicus cornutus.

## Description
Elle est de taille moyenne, a un plumage vert et surtout elle a une crête verte originale. La crête est composée de six plumes partent vers l'arrière puis s'enroulent vers l'avant. Le dessous des ailes de l'oiseau a tendance à être plus jaune et il y a du bleu vif sur les ailes et la queue. Le visage est sombre et le bec est noir, il n'y a pas le jaune sur la face à la différence de la Perruche cornue.
Elle est active en début de matinée et en fin d'après-midi, évitant les activités pendant la chaleur de la journée.

## Alimentation
Elle se nourrit d'aliments variés mais les figues du genre Ficus sont particulièrement importantes dans son alimentation.

## Reproduction
La saison de reproduction va d'août à janvier. Les nids sont situés dans des cavités naturelles d'arbres indigènes, comme les Syzygium et les Mimusops qui représentent 90 % des arbres de nidification. Trois œufs (parfois deux) sont pondus dans ces cavités et incubés pendant 21 jours. Les jeunes restent au nid 43 jours, avec une moyenne d'environ 1,5 oisillon arrivant à la période d'envol. La survie après l'envol est faible cependant, avec environ 0,75 poussins survivant un mois après l'envol. Les principales causes de mortalité des poussins sont la famine (le plus courant chez les oisillons les plus faibles), la prédation par Accipiter fasciatus et la collecte humaine (pour le commerce des animaux domestiques).

## Répartition
Elle est endémique à l'île d'Ouvéa (îles Loyauté, Nouvelle-Calédonie).

## Habitat
L'espèce a une préférence pour les forêts naturelles tout en évitant les plantations de cocotiers et la végétation côtière.

## Étymologie
Son épithète spécifique, composée de uvae et du suffixe latin -ensis, « qui vit dans, qui habite », lui a été donnée en référence au lieu de sa découverte, l'île d'Ouvéa. 

## Publication originale
- (en) Edgar L. Layard et E. Leopold C. Layard, « Description of a new Species of Parrot of the Genus Nymphicus », Proceedings of the Zoological Society of London, Londres, ZSL, vol. 50, no 3,‎ 2 mai 1882, p. 408–409 (ISSN 0370-2774, OCLC 1779524, BNF 32843178, DOI 10.1111/J.1096-3642.1882.TB02747.X, lire en ligne).